# Transfer (Fußball)

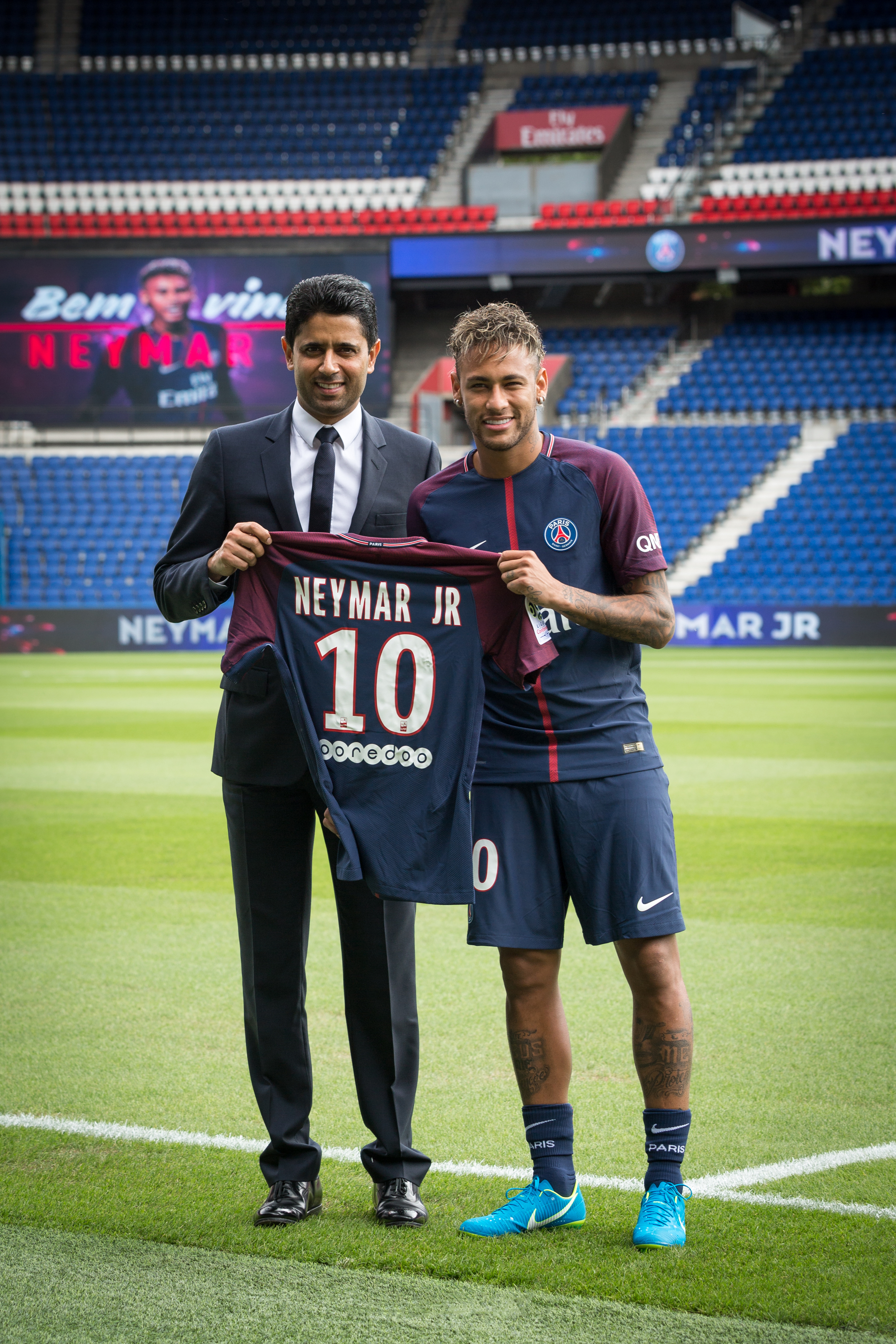
Der Transfer von Neymar (r., bei seiner Vorstellung) vom FC Barcelona zu Paris Saint-Germain im August 2017 für 222 Mio. Euro ist der bislang teuerste der Fußballgeschichte

Unter einem Spielertransfer im Fußball versteht man den Vereinswechsel eines Vertragssportlers, der meist gegen Geld aus einem noch laufenden Vertrag herausgelöst wird. Gerade in niederen Spielklassen wird von einem freien Transfer gesprochen, wenn der zukünftige Verein für seinen Zuwachs keine Entschädigung zahlen musste. Der so genannte Marktwert eines Spielers bietet dabei meist einen Spiegel, wie viel ein Verein durch den Erlös erzielen könnte. Wenn ein Verein einen Spieler verkaufen muss oder möchte, so setzt er ihn auf die Transferliste.

## Transfermarkt im Fußball
Die FIFA, in der sich weltweit alle Fußballverbände organisieren, schreibt vor, dass der Vereinswechsel eines Vertragsspielers nur innerhalb von zwei vom jeweiligen Verband festgelegten Transferperioden vollzogen werden darf. Diese erstrecken sich in den meisten Mitgliedsstaaten der UEFA sowie darüber hinaus auch im deutschen Amateursport auf die Zeiträume vom 1. Juli bis 31. August sowie vom 1. bis 31. Januar. Im österreichischen Amateurfußball dauert die Sommerübertrittszeit 10 Tage (5. bis 15. Juli), wobei sich Spieler bis 10. Juli nachweislich beim bisherigen Verein abmelden müssen. Die Anmeldung beim neuen Verein kann vom ersten Tag der Übertrittszeit an erfolgen, wobei es letztlich der Freigabezusage durch den bisherigen Verein bedarf, welche meist auch mit einer Ablösesumme verbunden ist. In speziellen Fällen (z. B. Nachwuchsspieler) gibt es auch Bestimmungen eines so genannten „Zwangserwerbs“, wonach der neue Klub mit der Bezahlung eines vom Verband festgelegten (für die Spielklassen abgestuften) Geldbetrages einen Akteur verpflichten kann.
Sowohl im Profi- als auch Amateurbereich existiert, außer den Freigaben (auf Grund derer ein Spieler praktisch in den „Besitz“ eines neuen Vereins kommt), auch die Möglichkeit von Leihverträgen, welche auf eine gewisse (exakt festgelegte) Höchstdauer abgestimmt sind. Nach Ablauf des Leihvertrages kehrt der Spieler zu seinem vorigen Verein zurück, könnte aber entweder an den aktuellen Verein freigegeben oder auch an einen anderen transferiert werden (wobei unter gewissen Umständen eine erneute Leihe möglich ist). Auch alle Leihvertragsangelegenheiten können nur in den Übertrittszeiten erfolgen. Eine verspätete Anmeldung beim neuen Verein bzw. durch diesen beim Verband bedeutet, dass der Spieler für den nunmehrigen Verein nicht spielberechtigt ist, was praktisch dazu führt, dass der Spieler weiter bis zur nächsten Transferzeit beim „alten Klub“ bleibt.
Mit einem Übertritt zu einem neuen Verein nimmt der Spieler meist auch eine noch beim bisherigen Verein ausgefasste Verbandssperre (nach roten, gelb-roten und eventuell auch einer bestimmten Zahl von gelben Karten) mit. (Österreich: Von einer Saison zur anderen werden gelbe Karten nicht übertragen.)
Sollte ein Spieler sich überhaupt erstmals bei einem Verein anmelden, kann das jederzeit geschehen, und der Spieler ist mit der Registrierung durch den Verband meist auch sofort für alle Matches spielberechtigt. In Österreich gab es lange Zeit eine Bestimmung, wonach Spieler mit einer nach dem 20. April erfolgten Anmeldung für die laufende Saison nur mehr für Freundschaftsspiele spielberechtigt waren (eine Ausnahme bestand für Nachwuchsspieler), doch ist dieser Passus gestrichen worden.
Der Transfer im Fußball wird auch als Spielerwechsel bezeichnet.

### Situation in der Fußball-Bundesliga
In der Fußball-Bundesliga – wie auch in anderen europäischen Profi-Ligen – stiegen die Ablösesummen seit den 1990er Jahren kontinuierlich an.
| Transferausgaben der Vereine der Fußball-Bundesliga von 1980 bis 2021                     | Transferausgaben der Vereine der Fußball-Bundesliga von 1980 bis 2021 | Transferausgaben der Vereine der Fußball-Bundesliga von 1980 bis 2021 | Transferausgaben der Vereine der Fußball-Bundesliga von 1980 bis 2021 | Transferausgaben der Vereine der Fußball-Bundesliga von 1980 bis 2021 |
| ----------------------------------------------------------------------------------------- | --------------------------------------------------------------------- | --------------------------------------------------------------------- | --------------------------------------------------------------------- | --------------------------------------------------------------------- |
| Saison                                                                                    |                                                                       |                                                                       | Ausgaben in Mio. €                                                    |                                                                       |
| 1980/81                                                                                   | 1980/81                                                               |                                                                       | 6,04                                                                  | 6,04                                                                  |
| 1981/82                                                                                   | 1981/82                                                               |                                                                       | 10,19                                                                 | 10,19                                                                 |
| 1982/83                                                                                   | 1982/83                                                               |                                                                       | 6,70                                                                  | 6,70                                                                  |
| 1983/84                                                                                   | 1983/84                                                               |                                                                       | 4,72                                                                  | 4,72                                                                  |
| 1984/85                                                                                   | 1984/85                                                               |                                                                       | 4,81                                                                  | 4,81                                                                  |
| 1985/86                                                                                   | 1985/86                                                               |                                                                       | 2,61                                                                  | 2,61                                                                  |
| 1986/87                                                                                   | 1986/87                                                               |                                                                       | 7,48                                                                  | 7,48                                                                  |
| 1987/88                                                                                   | 1987/88                                                               |                                                                       | 14,16                                                                 | 14,16                                                                 |
| 1988/89                                                                                   | 1988/89                                                               |                                                                       | 17,82                                                                 | 17,82                                                                 |
| 1989/90                                                                                   | 1989/90                                                               |                                                                       | 16,00                                                                 | 16,00                                                                 |
| 1990/91                                                                                   | 1990/91                                                               |                                                                       | 24,50                                                                 | 24,50                                                                 |
| 1991/92                                                                                   | 1991/92                                                               |                                                                       | 34,10                                                                 | 34,10                                                                 |
| 1992/93                                                                                   | 1992/93                                                               |                                                                       | 29,40                                                                 | 29,40                                                                 |
| 1993/94                                                                                   | 1993/94                                                               |                                                                       | 36,79                                                                 | 36,79                                                                 |
| 1994/95                                                                                   | 1994/95                                                               |                                                                       | 53,73                                                                 | 53,73                                                                 |
| 1995/96                                                                                   | 1995/96                                                               |                                                                       | 78,11                                                                 | 78,11                                                                 |
| 1996/97                                                                                   | 1996/97                                                               |                                                                       | 51,24                                                                 | 51,24                                                                 |
| 1997/98                                                                                   | 1997/98                                                               |                                                                       | 70,67                                                                 | 70,67                                                                 |
| 1998/99                                                                                   | 1998/99                                                               |                                                                       | 74,45                                                                 | 74,45                                                                 |
| 1999/00                                                                                   | 1999/00                                                               |                                                                       | 149,69                                                                | 149,69                                                                |
| 2000/01                                                                                   | 2000/01                                                               |                                                                       | 114,65                                                                | 114,65                                                                |
| 2001/02                                                                                   | 2001/02                                                               |                                                                       | 184,93                                                                | 184,93                                                                |
| 2002/03                                                                                   | 2002/03                                                               |                                                                       | 120,89                                                                | 120,89                                                                |
| 2003/04                                                                                   | 2003/04                                                               |                                                                       | 85,29                                                                 | 85,29                                                                 |
| 2004/05                                                                                   | 2004/05                                                               |                                                                       | 86,72                                                                 | 86,72                                                                 |
| 2005/06                                                                                   | 2005/06                                                               |                                                                       | 108,61                                                                | 108,61                                                                |
| 2006/07                                                                                   | 2006/07                                                               |                                                                       | 144,73                                                                | 144,73                                                                |
| 2007/08                                                                                   | 2007/08                                                               |                                                                       | 272,51                                                                | 272,51                                                                |
| 2008/09                                                                                   | 2008/09                                                               |                                                                       | 185,25                                                                | 185,25                                                                |
| 2009/10                                                                                   | 2009/10                                                               |                                                                       | 245,86                                                                | 245,86                                                                |
| 2010/11                                                                                   | 2010/11                                                               |                                                                       | 209,64                                                                | 209,64                                                                |
| 2011/12                                                                                   | 2011/12                                                               |                                                                       | 224,37                                                                | 224,37                                                                |
| 2012/13                                                                                   | 2012/13                                                               |                                                                       | 285,61                                                                | 285,61                                                                |
| 2013/14                                                                                   | 2013/14                                                               |                                                                       | 307,90                                                                | 307,90                                                                |
| 2014/15                                                                                   | 2014/15                                                               |                                                                       | 370,53                                                                | 370,53                                                                |
| 2015/16                                                                                   | 2015/16                                                               |                                                                       | 475,30                                                                | 475,30                                                                |
| 2016/17                                                                                   | 2016/17                                                               |                                                                       | 723,92                                                                | 723,92                                                                |
| 2017/18                                                                                   | 2017/18                                                               |                                                                       | 715,04                                                                | 715,04                                                                |
| 2018/19                                                                                   | 2018/19                                                               |                                                                       | 539,81                                                                | 539,81                                                                |
| 2019/20                                                                                   | 2019/20                                                               |                                                                       | 962,19                                                                | 962,19                                                                |
| 2020/21                                                                                   | 2020/21                                                               |                                                                       | 360,25                                                                | 360,25                                                                |
| 2021/22                                                                                   | 2021/22                                                               |                                                                       | 486,30                                                                | 486,30                                                                |
| 2022/23                                                                                   | 2022/23                                                               |                                                                       | 552,35                                                                | 552,35                                                                |
| Transfersalden (Einnahmen und Ausgaben). In: transfermarkt.de. Abgerufen am 24. Mai 2023. |                                                                       |                                                                       |                                                                       |                                                                       |

| Transfererlöse der Vereine der Fußball-Bundesliga von 1980 bis 2021                       | Transfererlöse der Vereine der Fußball-Bundesliga von 1980 bis 2021 | Transfererlöse der Vereine der Fußball-Bundesliga von 1980 bis 2021 | Transfererlöse der Vereine der Fußball-Bundesliga von 1980 bis 2021 | Transfererlöse der Vereine der Fußball-Bundesliga von 1980 bis 2021 |
| ----------------------------------------------------------------------------------------- | ------------------------------------------------------------------- | ------------------------------------------------------------------- | ------------------------------------------------------------------- | ------------------------------------------------------------------- |
| Saison                                                                                    |                                                                     |                                                                     | Erlöse in Mio. €                                                    |                                                                     |
| 1980/81                                                                                   | 1980/81                                                             |                                                                     | 6,13                                                                | 6,13                                                                |
| 1981/82                                                                                   | 1981/82                                                             |                                                                     | 8,79                                                                | 8,79                                                                |
| 1982/83                                                                                   | 1982/83                                                             |                                                                     | 4,57                                                                | 4,57                                                                |
| 1983/84                                                                                   | 1983/84                                                             |                                                                     | 2,19                                                                | 2,19                                                                |
| 1984/85                                                                                   | 1984/85                                                             |                                                                     | 8,34                                                                | 8,34                                                                |
| 1985/86                                                                                   | 1985/86                                                             |                                                                     | 0,92                                                                | 0,92                                                                |
| 1986/87                                                                                   | 1986/87                                                             |                                                                     | 9,15                                                                | 9,15                                                                |
| 1987/88                                                                                   | 1987/88                                                             |                                                                     | 12,35                                                               | 12,35                                                               |
| 1988/89                                                                                   | 1988/89                                                             |                                                                     | 27,91                                                               | 27,91                                                               |
| 1989/90                                                                                   | 1989/90                                                             |                                                                     | 20,87                                                               | 20,87                                                               |
| 1990/91                                                                                   | 1990/91                                                             |                                                                     | 32,41                                                               | 32,41                                                               |
| 1991/92                                                                                   | 1991/92                                                             |                                                                     | 30,54                                                               | 30,54                                                               |
| 1992/93                                                                                   | 1992/93                                                             |                                                                     | 30,18                                                               | 30,18                                                               |
| 1993/94                                                                                   | 1993/94                                                             |                                                                     | 25,29                                                               | 25,29                                                               |
| 1994/95                                                                                   | 1994/95                                                             |                                                                     | 31,66                                                               | 31,66                                                               |
| 1995/96                                                                                   | 1995/96                                                             |                                                                     | 51,97                                                               | 51,97                                                               |
| 1996/97                                                                                   | 1996/97                                                             |                                                                     | 38,02                                                               | 38,02                                                               |
| 1997/98                                                                                   | 1997/98                                                             |                                                                     | 59,15                                                               | 59,15                                                               |
| 1998/99                                                                                   | 1998/99                                                             |                                                                     | 67,61                                                               | 67,61                                                               |
| 1999/00                                                                                   | 1999/00                                                             |                                                                     | 55,71                                                               | 55,71                                                               |
| 2000/01                                                                                   | 2000/01                                                             |                                                                     | 51,91                                                               | 51,91                                                               |
| 2001/02                                                                                   | 2001/02                                                             |                                                                     | 86,19                                                               | 86,19                                                               |
| 2002/03                                                                                   | 2002/03                                                             |                                                                     | 61,15                                                               | 61,15                                                               |
| 2003/04                                                                                   | 2003/04                                                             |                                                                     | 21,12                                                               | 21,12                                                               |
| 2004/05                                                                                   | 2004/05                                                             |                                                                     | 62,80                                                               | 62,80                                                               |
| 2005/06                                                                                   | 2005/06                                                             |                                                                     | 91,70                                                               | 91,70                                                               |
| 2006/07                                                                                   | 2006/07                                                             |                                                                     | 108,27                                                              | 108,27                                                              |
| 2007/08                                                                                   | 2007/08                                                             |                                                                     | 159,19                                                              | 159,19                                                              |
| 2008/09                                                                                   | 2008/09                                                             |                                                                     | 114,98                                                              | 114,98                                                              |
| 2009/10                                                                                   | 2009/10                                                             |                                                                     | 133,65                                                              | 133,65                                                              |
| 2010/11                                                                                   | 2010/11                                                             |                                                                     | 202,71                                                              | 202,71                                                              |
| 2011/12                                                                                   | 2011/12                                                             |                                                                     | 194,07                                                              | 194,07                                                              |
| 2012/13                                                                                   | 2012/13                                                             |                                                                     | 176,39                                                              | 176,39                                                              |
| 2013/14                                                                                   | 2013/14                                                             |                                                                     | 218,95                                                              | 218,95                                                              |
| 2014/15                                                                                   | 2014/15                                                             |                                                                     | 208,10                                                              | 208,10                                                              |
| 2015/16                                                                                   | 2015/16                                                             |                                                                     | 538,02                                                              | 538,02                                                              |
| 2016/17                                                                                   | 2016/17                                                             |                                                                     | 552,60                                                              | 552,60                                                              |
| 2017/18                                                                                   | 2017/18                                                             |                                                                     | 639,99                                                              | 639,99                                                              |
| 2018/19                                                                                   | 2018/19                                                             |                                                                     | 546,64                                                              | 546,64                                                              |
| 2019/20                                                                                   | 2019/20                                                             |                                                                     | 672,25                                                              | 672,25                                                              |
| 2020/21                                                                                   | 2020/21                                                             |                                                                     | 347,42                                                              | 347,42                                                              |
| 2021/22                                                                                   | 2021/22                                                             |                                                                     | 518,48                                                              | 518,48                                                              |
| 2022/23                                                                                   | 2022/23                                                             |                                                                     | 603,54                                                              | 603,54                                                              |
| Transfersalden (Einnahmen und Ausgaben). In: transfermarkt.de. Abgerufen am 24. Mai 2023. |                                                                     |                                                                     |                                                                     |                                                                     |

### Höchste gezahlte Ablösesummen
Stand: 20. Juni 2025; aufgenommen sind alle Transfers ab einer Ablösesumme in Höhe von 90 Millionen Euro. Die fettgedruckten Beträge stellten zeitweise den Transferrekord dar.
| Rang | Nat.        | Spieler           | Position 1 | Alter 2 | abgebender Verein      | aufnehmender Verein | Ablösesumme 3  | Jahr   | Quelle        |
| ---- | ----------- | ----------------- | ---------- | ------- | ---------------------- | ------------------- | -------------- | ------ | ------------- |
| 1    | Brasilien   | Neymar            | Sturm      | 25      | FC Barcelona           | Paris Saint-Germain | 222            | 2017   | [ 3 ]         |
| 2    | Frankreich  | Kylian Mbappé     | Sturm      | 18      | AS Monaco              | Paris Saint-Germain | 160 *          | 2017 a | [ 4 ]         |
| 3    | Portugal    | João Félix        | Mittelfeld | 19      | Benfica Lissabon       | Atlético Madrid     | 126            | 2019   | [ 5 ]         |
| 4    | Deutschland | Florian Wirtz     | Mittelfeld | 22      | Bayer 04 Leverkusen    | FC Liverpool        | 125 *          | 2025   | [ 6 ]         |
| 5    | England     | Declan Rice       | Mittelfeld | 24      | West Ham United        | FC Arsenal          | 122 *          | 2023   | [ 7 ] [ 8 ]   |
| 6    | Argentinien | Enzo Fernández    | Mittelfeld | 22      | Benfica Lissabon       | FC Chelsea          | 121            | 2023   | [ 9 ]         |
| 7    | Frankreich  | Antoine Griezmann | Sturm      | 28      | Atlético Madrid        | FC Barcelona        | 120            | 2019   | [ 10 ]        |
| 7    | Brasilien   | Philippe Coutinho | Mittelfeld | 25      | FC Liverpool           | FC Barcelona        | 120 *          | 2018   | [ 11 ]        |
| 9    | England     | Jack Grealish     | Mittelfeld | 25      | Aston Villa            | Manchester City     | 118 *          | 2021   | [ 12 ]        |
| 10   | Ecuador     | Moisés Caicedo    | Mittelfeld | 21      | Brighton & Hove Albion | FC Chelsea          | 115,9 *        | 2023   | [ 13 ]        |
| 11   | Belgien     | Romelu Lukaku     | Sturm      | 28      | Inter Mailand          | FC Chelsea          | 115 *          | 2021   | [ 14 ]        |
| 12   | Frankreich  | Ousmane Dembélé   | Sturm      | 20      | Borussia Dortmund      | FC Barcelona        | 105            | 2017   | [ 15 ] [ 16 ] |
| 12   | Frankreich  | Paul Pogba        | Mittelfeld | 23      | Juventus Turin         | Manchester United   | 105            | 2016   | [ 17 ]        |
| 14   | England     | Jude Bellingham   | Mittelfeld | 20      | Borussia Dortmund      | Real Madrid         | 103            | 2023   | [ 18 ]        |
| 15   | Wales       | Gareth Bale       | Sturm      | 24      | Tottenham Hotspur      | Real Madrid         | 100,8 *        | 2013   | [ 19 ]        |
| 16   | Portugal    | Cristiano Ronaldo | Sturm      | 33      | Real Madrid            | Juventus Turin      | 100            | 2018   | [ 20 ]        |
| 16   | Belgien     | Eden Hazard       | Sturm      | 28      | FC Chelsea             | Real Madrid         | 100 *          | 2019   | [ 21 ]        |
| 16   | England     | Harry Kane        | Sturm      | 30      | Tottenham Hotspur      | FC Bayern München   | 100 *          | 2023   | [ 22 ]        |
| 19   | Brasilien   | Antony            | Sturm      | 22      | Ajax Amsterdam         | Manchester United   | 95             | 2022   | [ 23 ]        |
| 19   | Frankreich  | Randal Kolo Muani | Sturm      | 24      | Eintracht Frankfurt    | Paris Saint-Germain | 95             | 2023   | [ 24 ]        |
| 21   | Portugal    | Cristiano Ronaldo | Sturm      | 24      | Manchester United      | Real Madrid         | 94 (80 Mio. £) | 2009   | [ 25 ]        |
| 22   | Kroatien    | Joško Gvardiol    | Abwehr     | 21      | RB Leipzig             | Manchester City     | 90 *           | 2023   | [ 26 ]        |
| 22   | Argentinien | Gonzalo Higuaín   | Sturm      | 28      | SSC Neapel             | Juventus Turin      | 90             | 2016   | [ 27 ]        |
| 22   | Brasilien   | Neymar            | Sturm      | 31      | Paris Saint-Germain    | al-Hilal            | 90 *           | 2023   | [ 28 ]        |